# Néret
Néret là một xã ở tỉnh Indre khu vực trung bộ Pháp. Xã này có diện tích 19,05 km², dân số thời điểm năm 1999 là 208 người. Khu vực này có độ cao trung bình 230 mét trên mực nước biển.